# Achille Accili
Achille Accili (Acciano, 19 ottobre 1921 – Roma, 14 ottobre 2007) è stato un politico italiano.

## Biografia
Nato ad Acciano nel 1921, diventò insegnante di ruolo di scuola elementare. Entrò in politica come sindaco del proprio comune natale, diventando quindi segretario provinciale della Democrazia Cristiana.
Si candidò al Senato della Repubblica nelle elezioni politiche del 1968 per la V legislatura nella circoscrizione Abruzzo, risultando eletto. Mantenne il proprio seggio anche con le tornate elettorali del 1972, del 1976, del 1979 e del 1983. Durante la permanenza al Senato, fu membro di molte commissioni e giunte, assumendo anche l'incarico di segretario delle stesse. Tra il 1978 e il 1979 fu inoltre Sottosegretario di Stato al ministero dei trasporti nel governo Andreotti IV.
Fu sempre in prima linea per le promozione del proprio territorio natio, la provincia dell'Aquila, e grazie al suo impegno fu possibile la statalizzazione dell'Università degli Studi dell'Aquila, nell'anno accademico 1982-1983. Ritiratosi dalla politica, morì a Roma nel 2007.
Sposatosi con Maria Castellani, ebbe quattro figli, tra cui Maria Assunta Accili, ambasciatrice.